# Palisade (Nebraska)
Palisade és una població dels Estats Units a l'estat de Nebraska. Segons el cens del 2000 tenia 386 habitants.

## Demografia
Segons el cens del 2000, Palisade tenia 386 habitants, 162 habitatges, i 109 famílies. La densitat de població era de 414 habitants per km².
Dels 162 habitatges en un 26,5% hi vivien nens de menys de 18 anys, en un 56,2% hi vivien parelles casades, en un 9,9% dones solteres, i en un 32,7% no eren unitats familiars. En el 30,2% dels habitatges hi vivien persones soles el 21% de les quals corresponia a persones de 65 anys o més que vivien soles. El nombre mitjà de persones vivint en cada habitatge era de 2,38 i el nombre mitjà de persones que vivien en cada família era de 2,98.
Per edats la població es repartia de la següent manera: un 27,7% tenia menys de 18 anys, un 6% entre 18 i 24, un 23,1% entre 25 i 44, un 20,5% de 45 a 60 i un 22,8% 65 anys o més.
L'edat mediana era de 40 anys. Per cada 100 dones de 18 o més anys hi havia 82,4 homes.
La renda mediana per habitatge era de 25.417 $ i la renda mediana per família de 31.635 $. Els homes tenien una renda mediana de 21.875 $ mentre que les dones 18.750 $. La renda per capita de la població era de 13.106 $. Aproximadament el 12,9% de les famílies i el 20,8% de la població estaven per davall del llindar de pobresa.

## Poblacions més properes
El següent diagrama mostra les poblacions més properes.